# Scopula peruviana
Scopula peruviana là một loài bướm đêm trong họ Geometridae.